# Augusta Vindelicum
Augusta Vindelicum, o alternativamente Augusta Vindelicorum è il nome latino dell'odierna Augusta (in tedesco Augsburg), oggi città tedesca nel Land della Baviera. Fece parte di tutta una serie di fortificazioni realizzate all'epoca di Augusto, ai fini dell'occupazione e conquista di Rezia, Vindelicia e Germania e della loro trasformazione in province romane.

## Storia

### All'epoca della conquista dell'arco alpino fino al Danubio (15 a.C.-9/13 d.C.)
Il sito dell'abitato era chiamato Damasia da Strabone. A seguito della campagna di conquista condotta da Tiberio e Druso del 15 a.C., fu istituito un insediamento militare romano, attorno a cui nacque l'abitato. Essa trae, allo stesso modo di molte altre fondazioni augustee, l'appellativo Augusta seguito dall'etnico della popolazione indigena (ovvero i Vindelici).

### Dal I secolo alla metà del II
Nel I secolo d.C., Augusta Vindelicum diventa capitale della provincia romana della Raetia et Vindelicia, sostituendo nel ruolo Cambodunum, che pare essere stata il primo caput provinciae. La città era collegata con l'Italia dall'importante Via Claudia Augusta che giungeva sino ad Altinum, nella Regio X Venetia et Histria; nel 122 d.C., il centro acquisisce, per merito di Adriano, il rango di città (municipium).

### Dalle guerre marcomanniche alla caduta dell'Impero romano d'Occidente
Durante le guerre marcomanniche della fine del II secolo, nella provincia potrebbero aver stazionato vexillationes della legio III Italica. La provincia di Raetia passa da provincia procuratoria a provincia legataria, ed è quindi assegnata ad un legatus Augusti pro praetore di rango pretorio al comando della Legio III Italica, acquartierata nella vicina Castra Regina (l'odierna Ratisbona (in tedesco: Regensburg).
Dopo la riforma provinciale di Diocleziano, Augusta Vindelicum divenne capitale della Raetia Secunda, ruolo che mantenne sino alla caduta dell'Impero romano d'Occidente nel V secolo d.C.

## Ubicazione
Augusta Vindelicum sorgeva all'incrocio di importanti vie di comunicazione romane:
- la Via Claudia Augusta che partiva da Hostilia sul fiume Po, dove si raccordava con la rete stradale che portava a Roma, e passava per Verona, Merano, il Passo Resia, Landeck e Füssen per giungere a Augusta Vindelicum e terminare presso il Limes a Donauwörth. La costruzione della strada fu avviata da Druso e fu completata nel I secolo d.C. ai tempi dell'imperatore Claudio.
- la via di collegamento con la città legionaria di Mogontiacum (Magonza) che rivestiva un'elevata importanza strategica. Nel I secolo d.C., questa via conduceva a Magonza passando per Bregenz, Basilea e Strasburgo, oppure per un percorso leggermente più corto passando per Günzburg, lungo la Donausüdstraße, e per il castello di Hüfingen e da lì via Basilea a Magonza.
- nel 74 d.C., la Legio VIII Augusta al comando di Gneo Pinario Cornelio Clemente realizzò un collegamento tra Tuttlingen e Argentoratum (Strasburgo) passando per la valle del Kinzig per terminare a Mogontiacum. Questa via abbreviò notevolmente il percorso tra Augusta, Strasburgo e Magonza.
- circa 15 anni più tardi fu costruita una via ancora più breve per collegare Augusta con Magonza passando per Günzburg e Cannstatt, e contemporaneamente fu istituito il Limes germanico-retico.
- la Allgäustraße che da Augsburg, passando per Cambodunum (Kempten), Brigantium (Bregenz sul lago di Costanza) e il Passo del Settimo, portava nel Nord Italia.
- la Via Iulia Augusta che univa Augsburg a Iuvavum (Salisburgo).
- sotto Settimio Severo fu predisposta la Via Raetia adattando progressivamente dei tratti di strade preesistenti al transito di carri. Questa via collegava Verona e Augsburg passando per Vipiteno, il Passo del Brennero, Innsbruck e la sella di Seefeld. Grazie al suo percorso più breve, via via sostituì la Via Claudia Augusta.

## Archeologia del sito
Vari scavi forniscono un quadro relativamente accurato della città antica.
Questa era circondata da un muro di cinta che formava un semicerchio, con un diametro di 600 metri circa.
A sud, la città sembra essersi diffusa oltre le mura.
Al centro, le strade erano disposte secondo uno schema a scacchiera. Comunque, per i quartieri settentrionali e occidentali della città ciò non è ancora documentato.
Numerosi erano gli edifici in pietra, anche se molti edifici erano realizzati con la tecnica a graticcio.
Nel corso di scavi archeologici, furono rinvenuti il Foro e un impianto termale.
Numerosi reperti della romana Augusta sono oggi esposti nel Museo romano posto all'interno della ex chiesa domenicana.
Nella zona urbana, solo pochi resti della ex capitale della provincia sono visibili. Lungo il muro romano (Römermauer) del Duomo sono state poste alcune copie di monumenti in pietra, i cui originali sono in gran parte conservati nel Museo romano. Alcune epigrafi e iscrizioni funebri originali della collezione dell'umanista Konrad Peutinger (1465-1547) sono liberamente accessibili nel cortile e nel cancello d'ingresso dell'abitazione di Peutinger.